# أهيف سنو
أهيف سنو هو كاتبٌ وأكاديمي لبناني، يعمل أستاذًا للأدب العربي في جامعة القديس يوسف ببيروت. كان قد عمل رئيسًا لقسم الآداب العربية في نفس الجامعة، وأيضًا نائبًا لرئيس الجامعة للدراسات العربية والإسلامية.

## مؤلفاته
وضع أهيف سنو عددًا من المؤلفات، ومنها:
- «البحث القصير»، 1999. (ردمك 9782721470447)
- «Aspects formels du dîwân de Jamîl Buṯayna» (بالفرنسية)، 2011.
- «Le roman d'Alexandre à Tombouctou : histoire du Bicornu : le manuscrit interrompu» (بالفرنسية)، 2012.
- «Les prouesses de l'imam Ali ibn Abi Talib et de son fils al-Husayn» (بالفرنسية)، 2016. يُقابله بالعربية «بطولات الإمام علي بن أبي طالب وابنه الحسين»
- «موسوعة مصطلحات العلوم النحوية»، 3 مجلدات، 2010. (ردمك 9789953866970)
- «إسلام والحكم الرشيد، في القرن التاسع عشر من خلال المصادر المخطوطة لفوت جلوا»، 2018. (ردمك 9782705339845)

## وصلات خارجية
- أهيف سنو على موقع أرشيف الشارخ.